# ルシア・ガイド
ルシア・ガイド（Lucía Gaido、女性、1988年1月19日 - ）は、アルゼンチンの元バレーボール選手。元アルゼンチン代表。

## 来歴
2009年、アルゼンチン代表に初選出される。2011年の南米選手権で銀メダルを獲得し、自身もベストディガー賞を受賞した。同年11月に日本で行われたワールドカップに出場した。
2013年6月のパンアメリカンカップで銅メダルを獲得、同大会でベストリベロ賞、ベストディガー賞に輝いた。

## 球歴
- ワールドカップ - 2011年
- 南米選手権 - 2011年、2013年
- ワールドグランプリ - 2011年、2012年、2013年、2014年

## 受賞歴
- 2011年 - 南米選手権 ベストディガー賞
- 2013年 - パンアメリカンカップ　ベストリベロ賞、ベストディガー賞

## 所属クラブ
- Boca Juniors（2006-2011年）
- ロコモティフ・バクー　（2011-2012年）
- CS Ştiinţa Bacău（2012-2015年）